# David Sommeil
David Sommeil (Pointe-à-Pitre, Guadalupe, 10 de agosto de 1974) es un exfutbolista francés, se retiró en el 2008 jugando para el Valenciennes FC.

## Clubes
| Club                  | País       | Año         |
| --------------------- | ---------- | ----------- |
| SM Caen               | Francia    | 1993 - 1998 |
| Stade Rennes          | Francia    | 1998 - 2000 |
| Girondins de Burdeos  | Francia    | 2000 - 2002 |
| Manchester City FC    | Inglaterra | 2002 - 2004 |
| Olympique de Marsella | Francia    | 2004        |
| Manchester City FC    | Inglaterra | 2004 - 2006 |
| Sheffield United FC   | Inglaterra | 2006 - 2007 |
| Valenciennes FC       | Francia    | 2007 - 2008 |

## Palmarés
Girondins de Burdeos
- Copa de la Liga de Francia: 2002